# Dichaetophora flava
Dichaetophora flava är en tvåvingeart som först beskrevs av Nishiharu 1981.  Dichaetophora flava ingår i släktet Dichaetophora och familjen daggflugor. Inga underarter finns listade i Catalogue of Life.